# АЭС Куошен
АЭС Куошен (Гошэн) (кит. 國聖核能發電廠) — крупнейшая атомная электростанция в Тайване. Станция расположена на севере острова в агломерации Нью-Тайбэй в 25 км к северу от столицы страны Тайбэя недалеко от АЭС Цзиньшань.
Строительство АЭС было начато в 1975 году. Первый реактор типа BWR-6 производства General Electric был введён в эксплуатацию в 1981 году, второй — в 1983 году. Общая мощность АЭС составляет 1933 МВт.
Ориентировочный срок остановки существующих блоков АЭС — 2021—2025 годы. Рассматривается вопрос строительства ещё двух энергоблоков для замещения выводимых двух реакторов. Эксплуатация первого реактора была прекращена 1 июля 2021 года.
После окончания строительства соседней АЭС Лунгмэнь, Куошен перестанет считаться крупнейшей атомной станцией Тайваня.
В связи с событиями на Фукусима-1, тайваньские власти проводили моделирование потенциальных аварийных ситуаций на АЭС Куошен.

## Информация об энергоблоках
| Энергоблок | Тип реакторов | Мощность | Мощность | Начало строительства | Физпуск    | Подключение к сети | Ввод в эксплуатацию | Закрытие   |
| Энергоблок | Тип реакторов | Чистый   | Брутто   | Начало строительства | Физпуск    | Подключение к сети | Ввод в эксплуатацию | Закрытие   |
| ---------- | ------------- | -------- | -------- | -------------------- | ---------- | ------------------ | ------------------- | ---------- |
| Куошен-1   | BWR, BWR-6    | 985 МВт  | 1020 МВт | 19.11.1975           | 01.02.1981 | 21.05.1981         | 28.12.1981          | 02.07.2021 |
| Куошен-2   | BWR, BWR-6    | 985 МВт  | 1020 МВт | 15.03.1976           | 26.03.1982 | 29.06.1982         | 16.03.1983          | 14.03.2023 |